# Východní území Německé říše

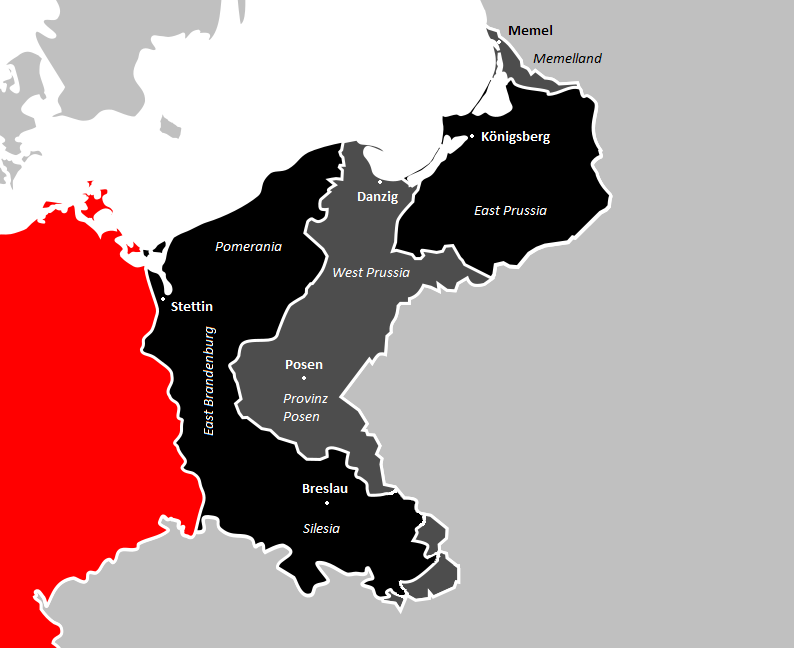
Území ztracená po první světové válce
Území ztracená po druhé světové válce
Současné Německo

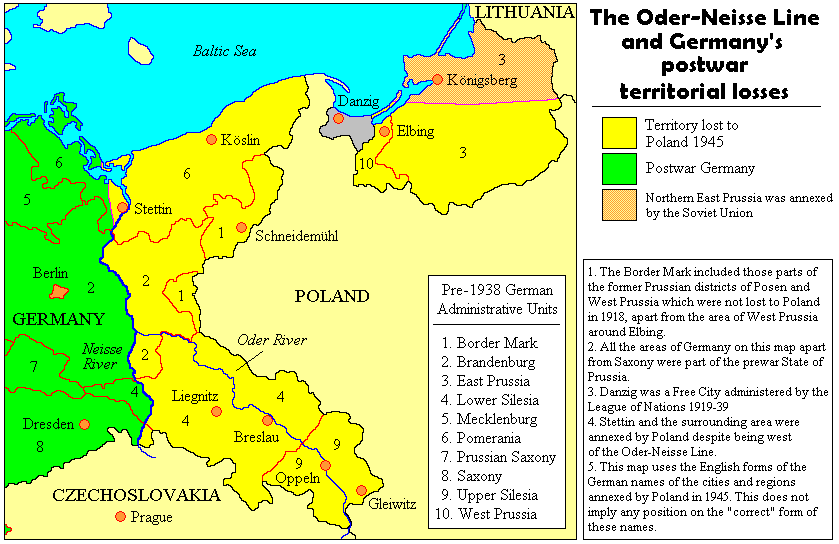
Někdejší německá východní území.

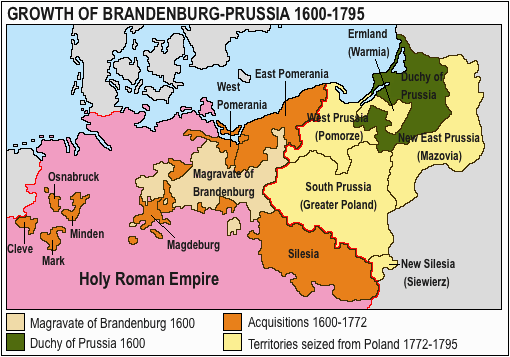
Vývoj území od roku 1600 po 1795:
Braniborské markrabství, Pruské vévodství, Braniborsko-Prusko, Pruské království

Jako Východní území Německé říše nebo též bývalé německé Východní území byla označována území ležící východně od hraniční linie Odra-Nisa, která byla k 31. prosinci 1937 součástí Německé říše.
V roce 1945, po skončení druhé světové války byla tato území fakticky odtržena od Německa a dnes jsou součástí Polska a Ruska. Tato území tvořila téměř čtvrtinu rozlohy, žila zde sedmina obyvatel, avšak měla výrazně podprůměrný podíl na průmyslové produkci Německa. V Polské lidové republice byla tato území označována jako „Znovuzískaná území“ (polsky Ziemie Odzyskane) nebo jako „západní a severní území“ (polsky Ziemie Zachodnie i Północne).
K Východním územím Německé říše v širším smyslu se počítala také území, která muselo Německo po první světové válce v roce 1920 na základě výsledků Versailleské smlouvy z roku 1919 postoupit jiným státům: velká území pruských provincií Poznaň a Západní Prusko, dříve východopruská území od města Działdowo (něm. Soldau) a hornoslezské průmyslové území (Polsku) a také Hlučínsko (Československu) a Memelsko (nejprve spojencům, od roku 1923 anektovaného Litvou), kromě toho také Gdaňsk jako Svobodné město Gdaňsk.